# جون تومسون (سياسي أسترالي)
جون تومسون (بالإنجليزية: John Thomson)‏ هو سياسي أسترالي، ولد في 1862 في تاري في أستراليا، وتوفي في 14 يوليو 1934. حزبياً، نشط في Protectionist Party ‏. وقد انتخب عضو الجمعية التشريعية نيو ساوث ويلز وانتخب عضو مجلس النواب الأسترالي عن دائرة Division of Cowper ‏ (12 ديسمبر 1906 – 13 ديسمبر 1919).